# Guaiferio d'Aquitania
Guaiferio detto anche Waifer o Waifre o Waifar (... – Aquitania, 768) fu duca di Aquitania e duca di Guascogna dal 745 fino alla sua morte.

## Origine
Figlio del duca d'Aquitania e duca di Guascogna, Hunaldo I e della moglie di cui non si conoscono né il nome né gli ascendenti.

## Biografia
Nel 745 l'Aquitania si ribellò ancora una volta, allora i maggiordomi di palazzo dei regni di Austrasia, Carlomanno, e di Neustria, Pipino, memori dell'affronto subito, radunarono l'esercito sulle sponde della Loira e posero il campo in Aquitania. I Vasconi chiesero la pace, allora Hunaldo, ottenuta la pace, deposta la corona ducale, si ritirò nell'isola di Radis, l'attuale Ile de Ré, dove si fece monaco, lasciando i titoli al figlio Guaiferio. Probabilmente lasciò veramente il ducato solo nel 748.
Dopo essere subentrato nei titoli del padre, cercò di rendersi nuovamente autonomo dai regni Franchi ed a tale scopo si alleò con Grifone, fratellastro del maggiordomo d'Austrasia e di Neustria, Pipino, che quando Pipino, nel novembre del 751, era stato eletto re dei Franchi, Grifone si era ribellato ancora una volta e aveva ripreso la lotta accettando di recarsi in Aquitania presso Guaiferio.
Allora Pipino mandò i suoi legati a Guaiferio affinché gli fosse restituito il fratello. Allora Grifone considerando che il fratellastro avrebbe potuto condizionare Guaiferio pensò di raggiungere l'Italia per rifugiarsi dal re dei Longobardi, Astolfo.
Tra il 759 ed il 760, Pipino, dato che Guaiferio dava rifugio ai Franchi che si erano ribellati e, non trattava con correttezza alcune questioni ecclesiastiche di competenza della chiesa francese, rivolse le sue attenzioni all'Aquitania. Passata la Loira nelle vicinanze di Autisioderum (l'attuale Auxerre), bruciando e devastando arrivò nell'Arvernico (l'attuale Alvernia). Allora Guaiferio, inviò due ambasciatori, consegnò due ostaggi e accettando le condizioni poste da Pipino, ottenne la pace.
Nel 761, Guaiferio, per vendicarsi, entrò in Burgundia con le sue truppe e portando devastazione arrivò sino a Cavalonum (l'attuale Chalon-sur-Saône), per poi ritirarsi. Pipino reagì immediatamente e, devastando l'Aquitania, arrivò a Claremonte (l'attuale Clermont-Ferrand), dove uomini donne e bambini perirono nell'incendio della città. Dopo continuò e assieme al figlio Carlo, occupò molti altri castelli in Alvernia.
Pipino ritornò l'anno seguente e pose l'assedio a Bituricam (l'attuale Bourges) e la conquistò, permettendo a tutti i difensori inviati da Guaiferio che erano stati catturati di tornare alle proprie terre, mentre Bitorica ricostruita venne occupata dai franchi.
Negli anni 763 e 764, la guerra contro l'Aquitania continuò, anche se con minore intensità, in quanto Pipino temeva il tradimento del nipote, duca dei Bavari, Tassilone III, per cui non mosse il suo esercito. In quel periodo lo zio di Guaiferio, Remistano, dopo la morte del figlio mansione, si recò da Pipino con molti doni e la promessa di rimanergli fedele.
Negli anni 765 e 766, Pipino invase l'Aquitania e si impadronì di parecchie città, Pectavis (l'attuale Poitiers), Lemodicas (l'attuale Limoges), Santonis (l'attuale Saintes), Equolisma (l'attuale Angoulême), di cui distrusse le mura. Devastò tutta la zona coltivata a vite e, passata la Garonna, affrontato da Guaiferio con un grande esercito di Vasconi, lo sconfisse e molti Vasconi furono uccisi. Guaiferio, con pochi altri, riuscì a fuggire e inviò dei legati a Pipino che promisero sottomissione ma, questa volta le sue offerte non furono prese in considerazione. Nel 766, dopo che Pipino aveva posto una guarnigione franca a Bitorica, l'Aquitania, benché devastata, poteva considerarsi una provincia del regno dei Franchi.
Nel 767, Pipino si recò in Aquitania con la regina, Bertrada, con l'intenzione di catturare Guaiferio, che nel frattempo, aiutato dallo zio, Remistano, che era venuto meno alla parola data a Pipino, si era riappropriato di una parte del suo ducato.
Pipino continuò nella conquista del ducato e tra le altre città e castelli, conquistò Tolosa.
Nel 768, a Santonis, Pipino catturò la madre, la sorella, i nipoti di Guaiferio e lo zio Remistano, che fu condannato ed impiccato, mentre un'altra sorella era stata catturata nei pressi della Garonna. Guaiferio, con pochi seguaci, cercò di insidiare ancora Pipino, che era in Aquitania con la regina ed i due figli, Carlo e Carlomanno, con sé. Guaiferio venne sconfitto e messo in fuga. Pipino divise l'esercito in 4 gruppi e lo fece inseguire, finché fu catturato e ucciso.
Finalmente, padrone di tutta l'Aquitania,. Pipino fece rientro a Santonis, dove lo attendeva la regina, Bertrada e poco dopo anche lui morì.
Della morte di Guaiferio non si hanno notizie precise, secondo il Chronicon Moissiacensis morì nel giugno del 768. Il suo serto di pietre preziose e i suoi braccialetti d'oro vennero appesi da Pipino il Breve sulla croce dell'altare maggiore dell'abbazia di Saint-Denis. Nel titolo di duca di Aquitania gli successe il figlio Hunaldo II.

## Matrimonio e Discendenza
Aveva sposato la cugina Adele di Guascogna, figlia di Lupo di Gascogna, fratello di suo padre Hunaldo. Guaiferio e Adele ebbero due figli:
- Hunaldo II (?-769), duca di Aquitania.
- Lupo

### Fonti primarie
- (LA)  Fredegario, FREDEGARII SCHOLASTICI CHRONICUM CUM SUIS CONTINUATORIBUS, SIVE APPENDIX AD SANCTI GREGORII EPISCOPI TURONENSIS HISTORIAM FRANCORUM[collegamento interrotto].
- (LA)  Annales Mettenses Priores.
- (LA)  Annales Marbacenses.
- (LA)  Monumenta Germanica Historica, tomus primus.
- (LA)  Rerum Gallicarum et Francicarum Scriptores, tomus tertius.
- (LA)  ANNALES REGNI FRANCORUM[collegamento interrotto].
- (IT) Annali di Metz, anno 768

### Letteratura storiografica
- Christian Pfister, La Gallia sotto i Franchi merovingi. Vicende storiche, in Storia del mondo medievale- Vol. I, Cambridge, Cambridge University Press, 1978,  pp. 688-711.
- G.L. Burr, La rivoluzione carolingia e l'intervento franco in italia, in Storia del mondo medievale - Vol. II, Cambridge, Cambridge University Press, 1979,  pp. 336-357.